# Oxyde de rhénium(IV)
Pour les articles homonymes, voir Oxyde de rhénium.
L'oxyde de rhénium(IV) ou dioxyde de rhénium est un composé inorganique de formule brute ReO2. Ce solide cristallin gris à noir est un réactif de laboratoire qui peut être utilisé comme catalyseur.

## Synthèse et réaction
L'oxyde de rhénium(IV) peut être obtenu par réaction du rhénium avec de l'oxyde de rhénium(VI), ReO3 : 
Re + 2 ReO3 →  3 ReO2
Il peut se former par médiamutation :
2 Re2O7 + 3 Re → 7 ReO2
Enfin il peut être préparé en chauffant du perrhénate d'ammonium vers 850 °C dans un courant d'azote sec, d'argon ou sous vide : 
2 NH4ReO4 → 2 ReO2 + N2 + 4 H2O
Inversement, le dioxyde de rhénium oxydé avec de l'acide nitrique produit de l'acide perrhénique qui par traitement avec de l'ammoniac redonne le perrhénate d'ammonium. De la même façon, à haute température le dioxyde de rhénium dismute en rhénium et heptoxyde de rhénium, Re2O7 :   
7 ReO2   →   2 Re2O7  +  3 Re

## Structure
L'oxyde de rhénium(IV) a deux allotropes, une forme basse température de structure monoclinique (a = 558 pm, b = 481 pm, c = 558 pm, β = 120,9 °) de type oxyde de molybdène(IV) ou oxyde de tungstène(IV) qui se transforme irréversiblement à 300 °C en une structure notée β-dioxyde de rhénium orthorhombique avec le groupe d'espace Pbcn (no 60) et les paramètres de maille a = 480,9 pm, b = 564,3 pm et c = 460,1 pm. Les deux allotropes montrent une conductivité métallique. Ils sont insolubles dans l'eau et les bases. Ils sont solubles dans les acides halohydriques.